# New Taipei CTBC DEA
Il New Taipei CTBC DEA (新北中信特攻) è una società cestistica avente sede a Nuova Taipei, Taiwan. Fondata nel 2021, gioca nella Taiwan Professional Basketball League.

## Storia
Fondati nel 2021, i DEA sono una delle sei squadre debuttanti della stagione inaugurale della T1 League, vincendo il loro primo titolo nella seconda stagione 2022-2023.
Il loro nome prende spunto dall'agenzia federale antidroga statunitense Drug Enforcement Administration.

## Palmarès
- T1 League: 1

2022-23